# Everyone Says 'Hi'
Everyone Says 'Hi' is een nummer van de Britse muzikant David Bowie, uitgebracht als de tiende track op zijn album Heathen uit 2002. Het nummer werd geschreven door Bowie zelf en geproduceerd door het Britse duo Brian Rawling and Gary Miller, terwijl de vocals werden geproduceerd door Bowie en Tony Visconti. Op 16 september 2002 werd het nummer uitgebracht op single en bereikte de twintigste plaats in het Verenigd Koninkrijk en de 83e positie in Duitsland.
Vier van de zes B-kanten van de single zijn nieuwe opnames van enkele van Bowie's minder bekende nummers uit de jaren '60 die bedoeld waren voor het album Toy uit 2001, wat nooit uitgebracht werd. "Safe" en "Wood Jackson" waren nieuwe nummers, waarbij de eerste bedoeld was voor de soundtrack van de film The Rugrats Movie maar niet gebruikt werd.

## Tracklijst
- Alle nummers geschreven door David Bowie, met uitzondering van "I Took a Trip on a Gemini Spaceship" geschreven door Norman Carl Odam.

Cd-versie 1 (Verenigd Koninkrijk)
1. "Everyone Says 'Hi' (Radio edit)" - 3:29
2. "Safe" - 4:43
3. "Wood Jackson" - 4:48

Cd-versie 2 (Verenigd Koninkrijk)
1. "Everyone Says 'Hi' (Radio edit)" - 3:29
2. "When the Boys Come Marching Home" - 4:46
3. "Shadow Man" - 4:46

Cd-versie 3 (Verenigd Koninkrijk)
1. "Everyone Says 'Hi' (Radio edit)" - 3:29
2. "Baby Loves That Way" - 4:44
3. "You've Got a Habit of Leaving" - 4:51

Cd-versie 1 (Europa)
1. "Everyone Says 'Hi' (Radio edit)" - 3:29
2. "Safe" - 4:43
3. "Baby Loves That Way" - 4:44
4. "Sunday (Tony Visconti mix)" - 4:56

Cd-versie 2 (Europa)
1. "Everyone Says 'Hi' (Radio edit)" - 3:29
2. "Safe" - 4:43

12"-promotieversie
1. "Everyone Says 'Hi' (Metro remix)"
2. "Everyone Says 'Hi' (Metro remix - Radio edit)"
3. "I Took a Trip on a Gemini Spaceship (Deepsky's Space Cowboy remix)"

## Muzikanten
- David Bowie: zang, keyboard, synthesizer, gitaar, saxofoon, Stylophone, drums
- Tony Visconti: basgitaar, gitaar, snaararrangement
- Matt Chamberlain: drums, loopprogrammering, percussie
- David Torn: gitaar, gitaarloops, Omnichord
- Jordan Rudess: piano, hammondorgel
- Carlos Alomar: gitaar
- Gary Miller: programmeren, gitaar
- Dave Clayton: keyboard op "Everyone Says 'Hi'"
- The Scorchio Quartet:
  - Greg Kitzis: eerste viool
  - Meg Okura: tweede viool
  - Martha Mooke: altviool
  - Mary Wooten: cello